# Происхождение названий американских штатов

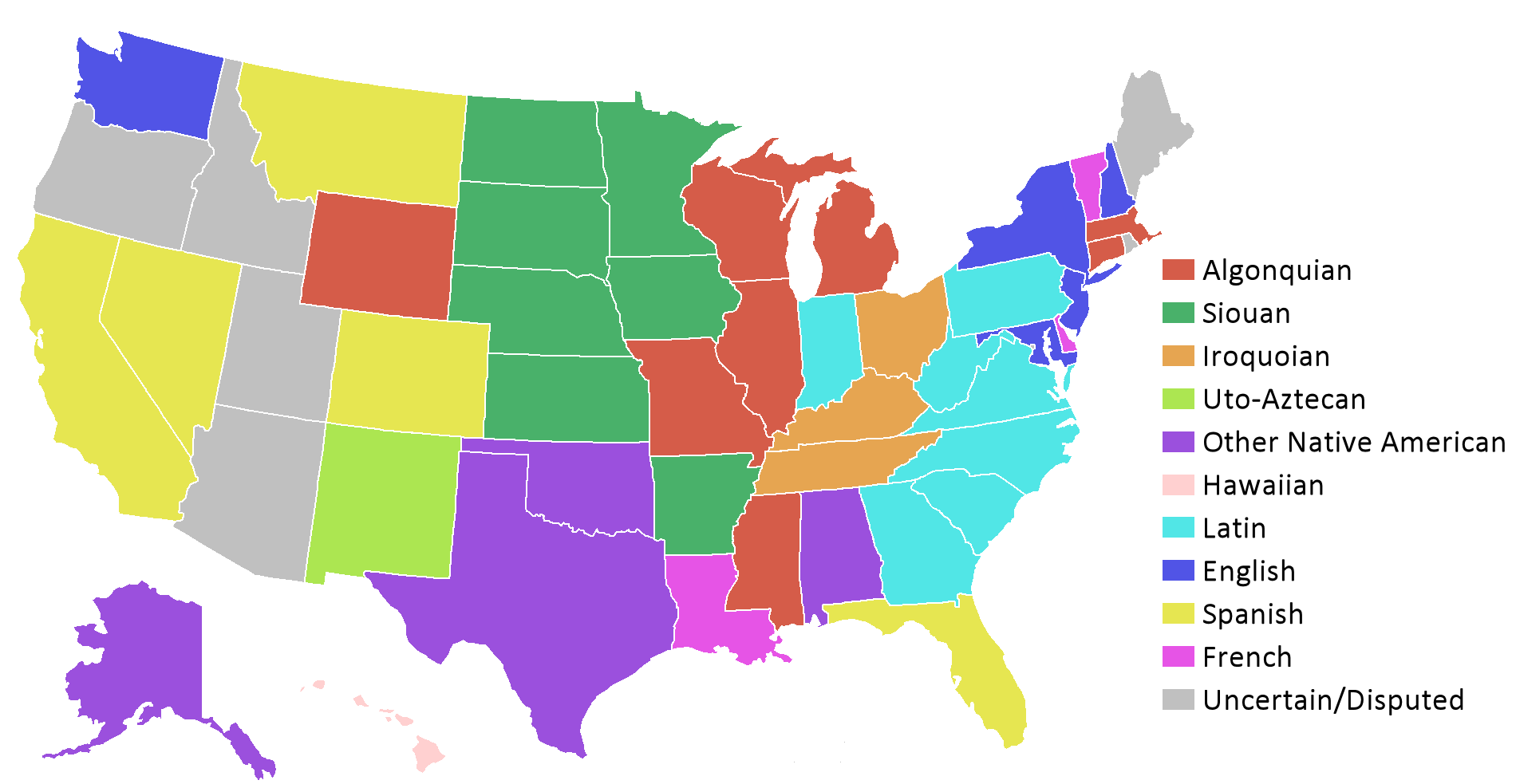
Карта, показывающая языки-источники названий штатов.

Ниже приведен список штатов Соединённых Штатов Америки с указанием этимологии их названий.
50 штатов США заимствовали свои названия из многих языков. Названия 25 из них пришли из языков североамериканских индейцев: 8 из алгонкинских языков, 7 из сиуанских языков, 3 — ирокезских языков, 1 — юто-ацтекского языка, 5 из языков других индейских народностей и один из гавайского языка. Остальные штаты получили свои имена из европейских языков: 7 из латинского языка (преимущественно от латинизированных форм английских имен), 6 — из собственно английского языка, 5 — французского (одно название пришло через английский). Также существует несколько возможных вариантов происхождения для 6 названий (Аризона, Гавайи, Айдахо, Мэн, Орегон и Род-Айленд) — в нижеследующей таблице для этих штатов указано несколько гипотетических источников.
Из 50 штатов 11 были названы в честь отдельных исторических личностей. Семь из этих одиннадцати названы в честь королей и королев: Северная и Южная Каролина, Виргиния и Западная Виргиния, Мэриленд, Луизиана и Джорджия. Только один штат назван в честь президента США (Вашингтон).
| Название штата                   | Дата первого употребления по отношению к штату | Язык, из которого происходит название            | Слово, от которого происходит название | Значение и комментарии |
| -------------------------------- | ---------------------------------------------- | ------------------------------------------------ | -------------------------------------- | --- |
| Айдахо Idaho                     | 6 июня 1864                                    | английский                                       | I-dah-hoe                              | Предположительно придумано американским политиком Джорджем Уиллингом в качестве розыгрыша; утверждалось, что название взято из шошонского языка и означает «Драгоценный камень гор». Название первоначально предлагалось для штата Колорадо, однако затем его происхождение было раскрыто. Впоследствии название перешло на восточную часть Территории Вашингтон — современный штат Айдахо. |
| Айдахо Idaho                     |                                                | равнинный апачский                               | ídaahę́                                 | «Враг» (апачское название команчей). |
| Айова Iowa                       | 31 августа 1818                                | дакота посредством французского                  | ayúxba/ayuxwe через Aiouez             | От французского Aiouez, которым называли племя айова. Дальнейшая этимология не прослеживается, хотя некоторые источники дают значение «сонные». |
| Алабама Alabama                  | 19 апреля 1742                                 | чокто                                            | albah amo                              | «Расчищающие заросли» или «собиратели растений», от albah — «(лекарственные) растения» и amo — «расчищать». Современное название штата на языке чокто — Albaamu. |
| Аляска Alaska                    | 2 декабря 1897                                 | алеутский посредством русского                   | alaxsxaq                               | «Материк» (буквально «объект, на который направлено действие моря»). |
| Аризона Arizona                  | 1 февраля 1883                                 | баскский                                         | aritz ona                              | «Хороший дуб». |
| Аризона Arizona                  |                                                | оодхам посредством испанского                    | ali ṣona-g через Arizonac              | «Имеющий маленький ручей». |
| Аризона Arizona                  |                                                | испанский                                        | zonas áridas                           | «Засушливые зоны». |
| Арканзас Arkansas                | 20 июля 1796                                   | канса посредством майами-иллинойс и французского | akaansa                                | От французского написания слова, которым индейцы иллинойсы и майами называли своих соседей куапо. Происходит от названия одного из племён куапо, kką:ze (см. Канзас). |
| Вайоминг Wyoming                 | 14 августа 1877                                | делаварский (манси)                              | xwé:wamənk                             | «У большой речной низины»; название перенесено от долины Вайоминг в Пенсильвании. |
| Вашингтон Washington             | 22 февраля 1872                                | английский                                       | Washington                             | В честь Джорджа Вашингтона. |
| Вермонт Vermont                  | 27 сентября 1721                               | французский                                      | vert + mont                            | «Зелёная гора». |
| Виргиния Virginia                | 21 марта 1652                                  | латинский                                        | virgō                                  | «Страна девственницы» — в честь Елизаветы I, которую называли королевой-девственницей, так как она ни разу не была замужем. |
| Висконсин Wisconsin              | 5 февраля 1822                                 | майами-иллинойс посредством французского         | wishkonsing                            | Первоначально писалось французами Mescousing, позднее исказилось до Ouisconsin. Скорее всего, происходит от слова на языке майами meskonsing, означающего «оно красное». Возможно, от слова на языке оджибве miskwasiniing, «место красного камня». |
| Гавайи Hawaii                    | 29 декабря 1879                                | гавайский                                        | Hawaiʻi                                | От Гаваики, легендарной родины полинезийцев. Предположительно означает «место богов». |
| Гавайи Hawaii                    | 29 декабря 1879                                | гавайский                                        | Hawaiʻi                                | Названы в честь Гавайилоа, легендарного первооткрывателя Гавайских островов. |
| Делавэр Delaware                 | 31 января 1680                                 | французский посредством английского              | de la Warr                             | От реки Делавэр, названной в честь барона де ла Варра (первоначально от нормандского de la guerre или de la werre, «относящийся к войне»). Барон де ла Варр был первым генерал-губернатором Виргинии. |
| Джорджия Georgia                 | 3 октября 1674                                 | греческий посредством латинского и английского   | Georgos                                | Женская форма имени «Джордж», в честь короля Георга II. Также отсылка на святого Георгия, чьё имя означает на греческом «земледелец» (от ge «земля» и ergon «работа»). |
| Западная Виргиния West Virginia  | 1 сентября 1831                                | латинский                                        | virgō                                  | Западная часть Виргинии, отделена от Виргинии во время Гражданской войны; см. Виргиния. |
| Иллинойс Illinois                | 24 марта 1793                                  | один из алгонкинских посредством французского    | ilenweewa                              | Название штата представляет собой французскую адаптацию алгонкинского слова (возможно из языка майами-иллинойс), означающего «говорит понятно» (ср. майами ilenweewa, оттава ilinoüek, праалгонкинский *elen- — «обычный» и -we· — «говорить»), что относилось к индейцам иллинойсам. |
| Индиана Indiana                  | 2 декабря 1794                                 | праиндоиранский посредством латинского           |                                        | «Страна индейцев». Слова «индейцы» и «Индия» происходят от протоиндоиранского *sindhu-, которым обозначалась река Инд. |
| Калифорния California            | 22 мая 1850                                    | испанский                                        | неизвестно                             | Предположительно назван в честь мифического острова Калифорния из романа Гарси Родригеса де Монтальво «Деяния Эспандиана» (исп. Las sergas de Esplandián). |
| Канзас Kansas                    | 12 мая 1832                                    | канса посредством французского                   | kką:ze через Cansez                    | Назван по реке Канзас; та, в свою очередь, — по племени канза. |
| Кентукки Kentucky                | 28 апреля 1728                                 | один из ирокезских                               |                                        | Первоначально относилось к реке Кентукки. Согласно некоторым источникам, этимология слова не установлена, однако большинство сходятся на том, что оно означает «на лугу» или «в прерии» (ср. мохок kenhtà:ke, сенека gëdá’geh (/kẽtaʔkeh/), «на поле»). |
| Колорадо Colorado                | 1743                                           | испанский                                        | colorado                               | «Цветная»; «рыжая», «красная». Первоначально относилось к одноимённой реке. |
| Коннектикут Connecticut          | 15 апреля 1675                                 | один из восточноалгонкинских                     | quinnitukqut                           | Из некого алгонкинского языка юга Новой Англии (возможно, могиканского), означает «у длинной приливной реки». В названии отражены правосточноалгонкинские элементы *kwən- — «длинный», *-əhtəkw — «приливная река» и *-ənk — локативный суффикс). |
| Луизиана Louisiana               | 18 июля 1787                                   | французский                                      | Louisiane                              | В честь короля Людовика XIV. Имя «Людовик» происходит от древнефранкского hluda «знаменитый» и wiga «война». |
| Массачусетс Massachusetts        | 4 июня 1665                                    | один из восточноалгонкинских                     |                                        | Форма множественного числа от слова «Massachusett», означающего «у большого холма»; считается, что название относилось к холму Грейт Блу Хилл (ср. его наррагансеттское название Massachusêuck). |
| Миннесота Minnesota              | 21 апреля 1821                                 | дакота                                           | mnisota                                | «Мутная вода», относилось к одноимённой реке. |
| Миссисипи Mississippi            | 9 марта 1800                                   | оджибве посредством французского                 | misi-ziibi                             | «Великая река», в честь реки Миссисипи. |
| Миссури Missouri                 | 7 сентября 1805                                | майами-иллинойс                                  | mihsoori                               | «Долблёное каноэ». Индейцы миссури были известны среди иллинойсов своими каноэ, и поэтому их называли wimihsoorita, «у них есть каноэ». |
| Мичиган Michigan                 | 28 октября 1811                                | оджибве посредством французского                 | mishigami                              | «Большая вода» или «большое озеро» (на староалгонкинском *meshi-gami). |
| Монтана Montana                  | 1 ноября 1860                                  | испанский                                        | montaña                                | «Гора». |
| Мэн Maine                        | 13 октября 1729                                | английский                                       | main                                   | «Главный»; согласно общепринятой этимологии, в названии штата заключена отсылка к слову «материк» (англ. mainland), в противоположность прибрежным островам. |
| Мэн Maine                        |                                                | французский                                      | Maine                                  | От французского графства Мэн. |
| Мэн Maine                        |                                                | английский                                       | Broadmayne                             | Согласно недавней теории, штат был назван в честь английской деревни Броудмэйн, семейного поместья основателя колонии, сэра Фердинандо Горджеса. |
| Мэриленд Maryland                | 18 января 1691                                 | древнееврейский посредством английского          | מִרְיָם + land                            | В честь королевы Генриетты Марии, жены Карла I. Имя «Мария» в переводе с древнееврейского означает «горечь» или «непокорность»; возможно, от древнеегипетского «возлюбленная» или «любовь». |
| Небраска Nebraska                | 22 июня 1847                                   | чивере                                           | ñįbraske                               | «Плоская вода» — от реки Платт, ранее известной как река Небраска. Когда река разливалась, то из-за равнинного ландшафта затопляла окрестности. |
| Невада Nevada                    | 9 февраля 1845                                 | испанский                                        | nevada                                 | «Заснеженная», от гор Сьерра-Невада («заснеженные горы»). |
| Нью-Гэмпшир New Hampshire        | 27 августа 1692                                | английский                                       | Hampshire                              | От английского графства Хэмпшир. |
| Нью-Джерси New Jersey            | 2 апреля 1669                                  | древнескандинавский посредством французского     | Jersey                                 | От острова Джерси (самого крупного из Нормандских островов) — места рождения сэра Джорджа Картерета, одного из основателей колонии. Штат был основан под названием Новая Цезарея (New Caeserea), или Нью-Джерси, так как считалось, что латинское название острова — Цезарея. Слово «Джерси», скорее всего, происходит от древнескандинавского Geirrs ey, что значит «остров Гейрра».       |
| Нью-Йорк New York                | 15 октября 1680                                | английский                                       | York                                   | В честь герцога Йоркского, ставшего позже королём Яковом II. Имя дано королём Карлом II, братом Якова II. Название «York» образовано от латинского Eboracum (посредством древнеанглийского Eoforwic и древнескандинавского Jórvík), которое, в свою очередь, происходит предположительно от бриттского *eborakon — «тисовое поместье».                                                      |
| Нью-Мексико New Mexico           | 1 ноября 1859                                  | науатль посредством испанского                   | Mēxihco через Nuevo México             | Калька с испанского Nuevo México. Слово «Мексика» происходит от названия ацтекского народа, основавшего город Теночтитлан, — Mēxihca (/meːˈʃiʔko/). Буквальное значение слова неизвестно, среди версий его этимологии — происхождение от имени бога Мецтли и то, что оно переводится как «пупок луны».                                                                                      |
| Огайо Ohio                       | 19 апреля 1785                                 | сенека посредством французского                  | ohi:yo’                                | «Большой ручей», первоначально название как реки Огайо, так и реки Аллегейни. Часто даётся неверный перевод «красивая река». |
| Оклахома Oklahoma                | 5 сентября 1842                                | чокто                                            | okla + homa                            | Изобретено как приблизительный перевод названия «Индейская территория»; на чокто okla означает «люди», «народ», а homa- — «красный». |
| Орегон Oregon                    | 20 июля 1860                                   | один из алгонкинских                             | wauregan                               | «Прекрасный». Название впервые употребил майор Роберт Роджерс по отношению к реке Колумбия в петиции королю Георгу III. |
| Пенсильвания Pennsylvania        | 8 марта 1650                                   | валлийский и латинский                           | Penn + silvania                        | «Леса Пенна», в честь основателя колонии Уильяма Пенна. Фамилия «Пенн» происходит от валлийского слова pen (penn) — «голова»; «руководитель», «глава»; silva — лат. «лес». |
| Род-Айленд Rhode Island          | 3 февраля 1680                                 | нидерландский                                    | roodt eylandt                          | «Красный остров». В современном нидерландском написании — «rood eiland». |
| Род-Айленд Rhode Island          |                                                | греческий                                        | ῾Ρόδος                                 | Из-за сходства с островом Родос в Эгейском море. |
| Северная Дакота North Dakota     | 2 ноября 1867                                  | сиу                                              | dakhóta                                | В честь народа дакота (самоназвание сиу); означает «союзник», «друг». |
| Северная Каролина North Carolina | 30 июня 1686                                   | латинский посредством английского                | Carolus через Carolana                 | В честь короля Карла I. Само имя «Карл» происходит от древнефранкского karl «мужчина, муж». |
| Теннесси Tennessee               | 24 мая 1747                                    | чероки                                           | ᏔᎾᏏ tanasi                             | Танаси (чероки ᏔᎾᏏ) было названием поселения индейцев чероки; его значение неизвестно. |
| Техас Texas                      | 30 июня 1827                                   | каддо посредством испанского                     | táyshaʔ через Tejas                    | «Друг»; использовалось индейцами каддо для обозначения родственных и союзных племён. Слово проникло в испанский язык в виде texa, во множественном числе texas; им обозначался народ каддо. |
| Флорида Florida                  | 28 декабря 1819                                | испанский                                        | (pascua) florida                       | «Цветочная (Пасха)». Испанцы открыли полуостров во время праздника Пасхи, который называли Pascua Florida (чтобы отличить от Рождества, которое тоже называлось Pascua). |
| Южная Дакота South Dakota        | 2 ноября 1867                                  | сиу                                              | dakhóta                                | «Союзник» или «друг»; см. Северная Дакота. |
| Южная Каролина South Carolina    | 12 ноября 1687                                 | латинский посредством английского                | Carolus через Carolana                 | В честь короля Карла I; см. Северная Каролина. |
| Юта Utah                         | 20 декабря 1877                                | западноапачский посредством испанского           | yúdah через yuta                       | От испанского названия народа юте, восходящего к западноапачскому yúdah, означающему «высокие» (а не «горный народ», как обычно утверждается, и не от самоназвания юта [nutʃi̥] (во множественном числе [nuːtʃiu]), как предполагал лингвист Дж. П. Харрингтон). |

## Названия территорий
| Название территории         | Дата первого употребления в языке | Язык от которого происходит название | Слово от которого происходит название | Значение и комментарии |
| --------------------------- | --------------------------------- | ------------------------------------ | ------------------------------------- | --- |
| Американское Самоа          |                                   | Самоанский                           | Amerika Sāmoa                         | «Самоа» объясняется как «место моа», где моа — вымершая птица, некогда служившая тотемом рода, правившего на этих островах; «Американское» от Амери́го Веспуччи. |
| Округ Колумбия              | 1738                              | Латинский                            |                                       | Назван в честь Христофора Колумба. |
| Гуам                        |                                   | Чаморро                              | Guåhån                                | Означает «что у нас есть». |
| Северные Марианские Острова |                                   | Испанский                            | Islas Marianas                        | Цепь Марианских островов названа в честь Марианны Австрийской.                                                                                                  |
| Пуэрто-Рико                 |                                   | Испанский                            | Puerto Rico                           | Означает «богатый порт». |
| Виргинские Острова (США)    |                                   | Испанский                            | Islas Virgenes                        | Названы Христофором Колумбом в честь Святой Урсулы и её 11000 девственниц.                                                                                      |

### на русском языке
- Поспелов Е. М. Географические названия мира. Топонимический словарь / отв. ред. Р. А. Агеева. — 2-е изд., стереотип. — М.: Русские словари, Астрель, АСТ, 2002. — 512 с. — 3000 экз. — ISBN 5-17-001389-2.
- Томахин Г. Д. Америка через американизмы. — М.: Высшая школа, 1982. — 256 с.

### на английском языке
- Bright, William (2004). Native American Placenames of the United States. Norman: University of Oklahoma Press.
- Guyton, Kathy (2009) U.S. State Names: The Stories of How Our States Were Named (Nederland, Colorado: Mountain Storm Press).